# Hastinapur
Hastinapur è una suddivisione dell'India, classificata come nagar panchayat, di 21.248 abitanti, situata nel distretto di Meerut, nello stato federato dell'Uttar Pradesh. In base al numero di abitanti la città rientra nella classe III (da 20.000 a 49.999 persone).

## Geografia fisica
La città è situata a 29° 10' 0 N e 78° 1' 0 E e ha un'altitudine di 201 m s.l.m..

## Storia
La città ha una storia molto antica, che risale al periodo vedico (circa 1200 a.C.-500 a.C.). Nel poema epico Mahabharata, la cui storicità è dibattuta, Hastinapur è indicata come capitale del regno di Kuru, regno che fa da sfondo alla vicenda.

## Società

### Evoluzione demografica
Al censimento del 2001 la popolazione di Hastinapur assommava a 21.248 persone, delle quali 11.262 maschi e 9.986 femmine. I bambini di età inferiore o uguale ai sei anni assommavano a 3.242, dei quali 1.691 maschi e 1.551 femmine. Infine, coloro che erano in grado di saper almeno leggere e scrivere erano 12.313, dei quali 7.583 maschi e 4.730 femmine.